# Sergio Hellings
Sergio Hellings (Amsterdam, 11 oktober 1984) is een voormalig Nederlands voetballer (middenvelder) die sinds februari 2011 zonder club zat. Hij kwam uit voor KSV Roeselare, maar eind januari 2011 werd zijn contract in onderling overleg ontbonden. Voordien speelde hij onder andere voor Heracles Almelo, Leicester City en KVC Westerlo.